# Joaquín Fernández Pertusso
Joaquín Fernández Pertusso (Rocha, Uruguay, 22 de enero de 1999) es un futbolista uruguayo que juega como defensa y actualmente milita en Deportes La Serena de la Primera División de Chile.

## Trayectoria
Producto de la cantera de Defensor Sporting Club, se incorporó a River Plate antes del comienzo de la temporada 2018 de la Primera División de Uruguay. Debutó como profesional el 12 de mayo de 2018 en una victoria liguera por 1-0 contra su antiguo club, Defensor.
El 6 de agosto de 2020, fue anunciada su contratación por el Sportclub Heerenveen de la Eredivisie en un contrato por tres años. El 4 de marzo de 2021 regresó a Uruguay, firmando con Montevideo City Torque en calidad de cedido hasta fin de año. El 15 de enero de 2023, fichó por el Boston River.
El 1 de febrero de 2024, firmó un contrato de un año y medio con Levski Sofia de la Primera Liga de Bulgaria, convirtiéndose en el primer uruguayo en unirse al club. Cuatro meses después, el 1 de junio, su contrato fue rescindido de mutuo acuerdo.
El 12 de julio 2024, firmó por el Dorados de Sinaloa de la Liga de Expansión MX.En febrero de 2025, es anunciado como nuevo jugador de Club Tijuana de la Liga MX. El 8 de agosto del mismo año, es anunciada su contratación por Deportes La Serena de la Liga de Primera chilena.

## Selección nacional
Ha representado en selecciones menores a Uruguay tanto a nivel sub-18 como sub-20.

## Clubes
| Club                              | País         | Año       |
| --------------------------------- | ------------ | --------- |
| River Plate                       | Uruguay      | 2018-2020 |
| Heerenveen                        | Países Bajos | 2020-2023 |
| → Montevideo City Torque (cedido) | Uruguay      | 2021      |
| → CA Atenas (cedido)              | Uruguay      | 2022      |
| Boston River                      | Uruguay      | 2023      |
| CA Atenas                         | Uruguay      | 2023      |
| Levski Sofia                      | Bulgaria     | 2024      |
| Dorados de Sinaloa                | México       | 2024-2025 |
| Club Tijuana                      | México       | 2025      |
| Deportes La Serena                | Chile        | 2025-Act. |